# Scimmie (singolo Marco Masini)
Scimmie è il primo singolo promozionale estratto dal concept album omonimo di Marco Masini, scritto con Giuseppe Dati e Mario Manzani.

## Descrizione
Il brano, così come tutto l'album, a differenza del consueto stile masiniano, è caratterizzato da sonorità rock e da un testo molto ermetico.
Il messaggio lanciato è che l'istinto "animale" dell'uomo non deve essere del tutto abbandonato ma posto in equilibrio con la razionalità.
Da questo singolo si interrompe la storica collaborazione con Giancarlo Bigazzi, che verrà ripresa per l'ultima volta con l'album Uscita di sicurezza tre anni più tardi.

## Videoclip
Il videoclip del brano è stato diretto da L. Conti.

## Tracce
1. Scimmie – 3:55